# تپه‌های چای قوشان
تپه‌های چای قوشان مربوط به هزاره اول قبل از میلاد است و در شهرستان نمین، بخش مرکزی، روستای چای قوشان واقع شده و این اثر در تاریخ ۱۴ مرداد ۱۳۸۲ با شمارهٔ ثبت ۹۴۴۹ به‌عنوان یکی از آثار ملی ایران به ثبت رسیده است.